# 60 Horses in My Herd
60 Horses in My Herd è il primo album del gruppo folk tuvano Huun-Huur-Tu. 

## Tracce
1. Sygyt (Lament of the Igil)
2. Mezhegei
3. Öske Cherde (Foreign Land)
4. Eshten Charlyyry Berge (It´s Hard to Be Parted From a Friend)
5. Kombu
6. Khöömei (Khovalyg solo)
7. Kongurei
8. Fantasy on the Igil
9. Bayan Dugai
10. Tuvan Internationale
11. Kargyraa (Khovalyg solo)
12. Ching Söörtukchülerining Yryzy (Song of the Caravan Drivers)

## Formazione
- Kaigal-ool Khovalyg - voce, igil, doshpuluur, chanzy
- Sayan Bapa - voce, igil, percussioni tuvane
- Al'bert Kuvezin - voce, chitarra
- Alexander Bapa - percussioni tuvane